# Without You I'm Nothing (album Placebo)
Without You I'm Nothing è il secondo album in studio del gruppo musicale britannico Placebo, pubblicato il 12 ottobre 1998.

## Tracce
Testi di Brian Molko, musiche dei Placebo, eccetto dove indicato.
1. Pure Morning – 4:14
2. Brick Shithouse – 3:18
3. You Don't Care About Us – 4:00
4. Ask for Answers – 5:20
5. Without You I'm Nothing – 4:08
6. Allergic (To Thoughts of Mother Earth) – 3:50
7. The Crawl – 3:00
8. Every You Every Me – 3:33 (musica: Brian Molko, Paul Campion)
9. My Sweet Prince – 5:45
10. Summer's Gone – 3:05
11. Scared of Girls – 3:00
12. Burger Queen – 22:40 – contiene la traccia fantasma Evil Dildo

Traccia bonus nell'edizione giapponese
1. 20th Century Boy (T. Rex Cover) – 4:39 (Marc Bolan)

## Formazione
Placebo
- Brian Molko – voce, chitarra; basso (tracce 4 e 12)
- Stefan Olsdal – basso, chitarra; pianoforte (tracce 7 e 9)
- Steve Hewitt – batteria, percussioni

Produzione
- Steve Osborne – produzione (tracce 2-12)
- Phil Vinall – produzione (traccia 1)
- Adrian Bushby – ingegneria del suono (tracce 2-12)
- Paul Corkett – ingegneria del suono addizionale
- Teo Miller – ingegneria del suono (traccia 1)
- Phelan Kane – programmazione (traccia 1)
- Jake Davies – assistenza al missaggio
- Bunt Stafford-Clark – mastering